# 단면 범주
단면 범주(sectional category) 또는 시바르츠 종수(род Шварца)는 올다발의 자연수 값 불변량이다.

## 정의
{\displaystyle F}를 올공간으로 하는 올다발 {\displaystyle \pi \colon E\to B}에 대해서 다음을 만족시키는 최소의 자연수 k를 단면 범주 {\displaystyle \operatorname {secat} (\pi )}로 정의한다:
{\displaystyle B}를 덮는 {\displaystyle (k+1)} 개의 열린 덮개 {\displaystyle (U_{i})_{0\leq i\leq k}}가 존재해서 각각의 덮개에 대해 {\displaystyle \pi ^{-1}(U_{i})\simeq U_{i}\times F}를 만족한다.
만약 위 조건을 만족시키는 자연수 k가 없다면 {\displaystyle \operatorname {secat} (\pi )=\infty }로 표기한다.

## 성질
위의 정의에서 {\displaystyle E}가 한원소 공간일 경우 단면 범주는 류스테르니크-시니렐만 범주와 같다. 다시 말해, 올다발 {\displaystyle \pi \colon \{*\}\to B}에 대해 {\displaystyle \operatorname {secat} (\pi )=\operatorname {cat} (B)}이다. 그러므로 단면 범주는 류스테르니크-시니렐만 범주의 일반화라 할 수 있다.

## 위상 복잡도
단면 범주를 통해 위상 복잡도(topological complexity)를 다음과 같이 정의할 수 있다.
위상공간 {\displaystyle X}가 주어졌을 때, 그 경로 공간 {\displaystyle {\mathcal {P}}X=\{\gamma :[0,1]\to X\}}를 만들고 사영 사상 {\displaystyle \pi \colon {\mathcal {P}}X\to X\times X}를 {\displaystyle \pi (\gamma ):=(\gamma (0),\gamma (1))}로 정의한다. 이 때 {\displaystyle X}의 위상 복잡도 {\displaystyle \operatorname {TC} (X)}를 {\displaystyle \pi }의 단면 범주로 정의한다.
{\displaystyle \operatorname {TC} (X):=\operatorname {secat} (\pi )}

## 역사
1960년 알베르트 시바르츠가 ‘종수(род)’라는 이름으로 발표했다. 이후 1978년 요안 제임스가 시바르츠를 인용하면서 이 불변량과 류스테르니크-시니렐만 범주와의 상관관계를 밝히고 ‘단면 범주(sectional category)’라는 말을 썼다.